# ГЕС Роскрепп
ГЕС Роскрепп – гідроелектростанція на півдні Норвегії, за 75 км на схід від Ставангеру. Знаходячись перед ГЕС Квінен, становить верхній ступінь каскаду на річці Квіна, яка тече у південному напрямку та впадає узатоку Північного моря Fedafjorden за сім десятків кілометрів на захід від Крістіансанна. 
В кінці 1960-х, за десяток років до появи станції Роскрепп, верхів’я Квіни на виході з озера Roskreppfjord перекрили кам’яно-накидною греблею заввишки 48 метрів, яка разом зі ще двома допоміжними утримує водосховище з площею поверхні 26,4 км2 та корисним об’ємом 684 млн м3. Останнє забезпечується коливанням рівня між позначками 890 та 929 метрів НРМ (в поглиненому сховищем озері Kverevatn коливання доволі незначне – від 925 до 929 метрів НРМ). При цьому на випадок повені максимальний рівень може бути ще на  один метр вище. 
Зі сховища до машинного залу прокладено дериваційний тунель завдовжки 3,5 км, який на своєму шляху отримує додатковий ресурс з озера Skjerevatn, котре належить до сточища річки Flogvasselva (права притока Квіни). Основне обладнання ГЕС Роскрепп складає одна турбіна типу Френсіс потужністю 50 МВт, яка при напорі у 90 метрів забезпечує виробництво 105 млн кВт-год електроенергії на рік. 
Відпрацьована вода по короткому відвідному тунелю потрапляє до сховища Øyarvatn (так само належить до течії Квіни).
Для зв’язку з енергосистемою станція має трансформатори, здатні підіймати напругу до 320 кВ.